# Horta del Carner

L'Horta del Carner respecte del terme de Granera

L'Horta del Carner és un paratge del terme municipal de Granera, a la comarca del Moianès.
Està situada en el sector oriental del terme, a prop del límit amb Castellterçol, a l'esquerra del torrent del Sot del Calbó i a llevant i a sota de la masia del Carner.